# Banaran (Balerejo)
Banaran is een bestuurslaag in het regentschap Madiun van de provincie Oost-Java, Indonesië. Banaran telt 1329 inwoners (volkstelling 2010).